# Audofleda
Audofleda, o Audofledis (que significa bellesa autoritària) (470 - 534) va ser una princesa franca, filla de Khilderic I (mort el 481) i de la reina Basina de Turíngia. Era germana de Clodoveu I i (com a esposa de Teodoric el Gran), reina del Regne dels ostrogots.

## Biografia
En una data que devia situar-se entre el 481 i el 492, Teodoric el Gran (471-526) (rei ostrogot d'Itàlia), va enviar una ambaixada a Clodoveu I (rei dels francs) per sol·licitar el seu matrimoni amb Audofleda. Era una manera de forjar una aliança capaç de dissuadir els burgundis, que amenaçaven el seu territori amb atacar Itàlia. El negoci va concloure i Audofleda va marxar cap a Ravena, on es casa amb el rei ostrogot el 493. La princesa franca, que era pagana abans del matrimoni, va ser batejada per un bisbe arià que vivia a l'antic palau imperial de Ravena.
Audofleda era la germana de Clodoveu I (el rei dels francs), i tenia dues germanes més, Albofleda i Lantilda. Clodoveu tenia molt d'afecte per les seves germanes i es va entristir per la marxa de la seva germana cap a Ravena. Aquesta política d'aliança de Teodoric amb els francs va continuar amb el conjunt dels regnes bàrbars d'Occident, gràcies als matrimonis de les seves filles amb els reis dels burgundis, vàndals i visigots.
Teodoric i Audofleda van tenir una filla, Amalasunta, que es va casar amb un noble visigot, Eutaric, i van tenir dos fills, entre ells Atalaric.
Després de la mort de Teodoric el Gran el 526 i fins al 534, Audofleda va regnar aleshores com a «reina mare dels ostrogots». Audofleda mor sospitosament al final d'un àpat després d'un ritu arià, mentre bevia d'un calze, i el segon marit d'Amalasunta, Teodat, fa córrer el rumor que Amalasunta és la responsable de la mort sospitosa de la seva mare. Teodat va fer exiliar la seva esposa al llac de Bolsena i la va fer matar l'any 535.
Poc després de la seva mort, el bisbe Remigi de Reims va enviar a Clodoveu I una carta per consolar-lo per la mort de la seva germana.